# Aschitus carpathicus
Aschitus carpathicus är en stekelart som först beskrevs av Hoffer 1958.  Aschitus carpathicus ingår i släktet Aschitus och familjen sköldlussteklar. Inga underarter finns listade.